# Atrició (lingüística)
Una atrició és el procés de reduir la força o l'efectivitat d'alguna cosa mitjançant un atac o pressió sostinguts. En lingüística, es refereix al procés de pèrdua de la llengua materna, habitualment per manca d'ús en haver incorporat una segona llengua com a idioma usual de comunicació. Es dona a tots els nivells —com ara en el cas de l'atrició fonològica: adaptació del repertori fonològic d'una llengua a una altra—, però afecta sobretot al vocabulari. El fenomen s'ha fet palès sobretot en comunitats d'immigrants que, en integrar-se al nou país i aprendre'n l'idioma, usen cada cop menys la seva llengua materna, tant per disminució de contextos possibles com per actitud (la llengua materna és vista com menys útil o desitjable en el nou context), una situació més freqüent en infants.
Aquelles estructures i expressions que es van aprendre primer són les darreres en perdre's, perquè han rebut prou reforçament com per resistir períodes més perllongats sense emprar-les. La relació entre les llengües i la similitud o no de determinades construccions afecta també a la transferència. No s'ha de confondre l'atrició amb l'alternança de codi, usual en contextos de multilingüisme, on un parlant prefereix una estructura o la recorda més ràpidament en un idioma i no en un altre.